# Мелхиор фон Рюдесхайм
Мелхиор фон Рюдесхайм (на немски: Melchior von Rüdesheim; † 1548) е рицар от богатия род Рюдесхайм на Рейн в Рейнгау в Хесен-Дармщат.
Той е син на Фридрих IX фон Рюдесхайм и съпругата му Ерлинд фон Вахенхайм. Внук е на Улрих фон Рюдесхайм. Правнук е на Фридрих VII фон Рюдесхайм и Маргарета фон Райполтскирхен († 7 декември 1451). Потомък е на Конрад II фон Рюдесхайм († 1250).
С Мелхиор фон Рюдесхайм фамилията Рюдесхайм измира по мъжка линия през 1548 г.

## Фамилия
Мелхиор фон Рюдесхайм се жени за Урсула Боос фон Валдек († 21 април 1494), дъщеря на Симон Боос фон Валдек (ок. 1464 – 1502) и Катарина фон Левенщайн.Те имат две дъщери:
- Барбара фон Рюдесхайм († сл. 1539), омъжена 1512 г. за Андреас фон дер Лайен († сл. 1555), син на Куно фон дер Лайен († пр. 1500) и Маргарета Вилх фон Алтцай († сл. 1479)
- Доротея фон Рюдесхайм († 1512), омъжена ок. 1506/1507 г. за Йохан Хилхен фон Лорх (* 15 април 1484; † 15 април 1548 в Лорх), рицар и императорски фелдмаршал